# 2 Aurigae
2 Aurigae, som är stjärnans Flamsteed-beteckning, är en möjlig dubbelstjärna i den västra delen av stjärnbilden Kusken. Den har en skenbar magnitud på ca 4,79 och är synlig för blotta ögat där ljusföroreningar ej förekommer. Baserat på parallaxmätning inom Hipparcosuppdraget på ca 6,3 mas, beräknas den befinna sig på ett avstånd på ca 510 ljusår (ca 158 parsek) från solen. Den rör sig närmare solen med en heliocentrisk radialhastighet på ca -17 km/s. Den bildar en sevärd fyrstjärnig asterism, synlig med en handkikare, tillsammans med den närliggande stjärnan HIP 22647 och ett annat mycket glest visuellt par, HIP 22776 och HIP 22744, alla över magnitud 8,2.

## Egenskaper
Primärstjärnan 2 Aurigae A är en orange till röd jättestjärna av spektralklass K3 III Ba0.4, där suffixnoten anger att stjärnan är en svag bariumstjärna, vilket betyder att stjärnans atmosfären är berikad med s-processelement. Den har en massa som är ca 2,9 solmassor, en radie som är ca 48 solradier och utsänder ca 600 gånger mera energi än solen från dess fotosfär vid en effektiv temperatur på ca 4 100 K.
2 Aurigae A är antingen del i en snäv dubbelstjärna och har tidigare förvärvat dess s-processelement från en följeslagare, som nu är en vit dvärg, eller annars befinner den sig på den asymptotiska jättegrenen och genererar själv elementen.